# Teotista
Teotista (o Teoctisto, in latino Theoctistus; ... – Caccamo, 4 gennaio 830) è stato un abate italiano, venerato come santo dalla Chiesa cattolica e dalla Chiesa ortodossa.

## Biografia
Le notizie su San Teotista sono poche. Si ritiene che fosse un monaco basiliano. Alcuni lo collegano a San Calogero di Fragalà, famoso per la sua predicazione contro l'arianesimo a Termini Imerese, città di cui San Calogero è patrono. 
Sul Monte Euraco, presso l'Abbazia di San Nicola De' Nemori, ormai ridotta ad un rudere utilizzato dai contadini, dimorò e fu abate Teotista che qui trascorse gran parte della sua vita in digiuno e meditazione.